# Walt Harris
Walter Lee Harris, detto Walt (LaGrange, 10 agosto 1974), è un ex giocatore di football americano statunitense che ha militato nel ruolo di cornerback nella National Football League (NFL).

## Biografia
Dopo avere giocato al college a football a Mississippi State, Harris fu scelto come 13º assoluto nel Draft NFL 1996 dai Chicago Bears. Vi giocò fino al 2000, dopo di che passò come free agent agli Indianapolis Colts. Dopo avere giocato nel 2004 e 2005 coi Washington Redskins, nel 2006 firmò con i San Francisco 49ers con cui disputò la miglior stagione in carriera, guidando la NFC con 8 intercetti e venendo convocato per il Pro Bowl. Dopo avere perso tutta la stagione 2009 per la rottura del legamento crociato anteriore, chiuse la carriera nella pre-stagione 2010 coi Baltimore Ravens.

## Palmarès
- Convocazioni al Pro Bowl: 1

2006
- All-Pro: 1

2006

## Statistiche
| Partite    | 193 |
| Tackle     | 748 |
| Sack       | 3,0 |
| Intercetti | 35  |